# Judith Jakob
Judith Jakob (* 1975 in Düsseldorf) ist eine deutsche Schauspielerin, Sängerin, Musicaldarstellerin, Hörspiel- und Synchronsprecherin.

## Leben
Judith Jakob studierte im Anschluss an ihr Abitur von 1996 bis 1999 Gesang, Schauspiel und Tanz an der Folkwang Hochschule Essen. Nach dem Abschluss ihres Studiums spielte Jakob bei der Uraufführung des Musicals Mozart! in Wien mit. Es folgte ein zweijähriges Festengagement am Heilbronner Staatstheater. Jakob spielte Hauptrollen in Theateradaptionen von My Fair Lady und Die drei Muskeltiere, in Theaterstücken wie Dreigroschenoper, Ein Sommernachtstraum oder norway.today und in Musicals wie Cabaret an diversen deutschen Bühnen.
Jakob arbeitet seit 2012 als Sprecherin für den WDR. Als Synchronsprecherin war sie u. a. in den Fernsehserien Line of Duty, Pan Tau und Die Sendung mit der Maus tätig. Seit 2015 ist Jakob Teil des kabarettistischen Trios KATSONG. Außerdem tourt Jakob mit verschiedenen Lesungen, u. a. ihrer Mascha-Kaléko-Lesung Die Nachtigall in meinem Garten schweigt. Von 2021 bis 2022 spielte Jakob die Rolle der Kriminalhauptkommissarin Charlotte „Charlie“ Fuchs in der Sat.1-Serie K11 – Die neuen Fälle.
Judith Jakob lebt in Köln.

## Filmografie (Auswahl)
- 2014: Toro (Kinofilm)
- 2016: Lindenstraße (Fernsehserie, 1 Episode)
- 2018: Alarm für Cobra 11 (Fernsehserie, Episode Die Wächter von Engonia)
- 2018: SOKO Köln (Fernsehserie, Episode Endstation Sehnsucht)
- 2020: Alles was zählt (Fernsehserie, Episode Glaubwürdigkeit)
- 2021: Friesland – Unter der Oberfläche
- 2021: Wilsberg – Gene lügen nicht
- 2021: Waidendorf (Fernsehserie)
- 2021–2022: K11 – Die neuen Fälle (Fernsehserie)
- 2023: Unter uns (Fernsehserie, 3 Episoden)
- 2023: Klara Sonntag – Erste Liebe (Fernsehreihe)

## Hörspiele (Auswahl)
- 2019: Bettina Wilpert: Nichts, was uns passiert (Frau Leonard, Annas Anwältin) – Regie: Susanne Krings (Original-Hörspiel – WDR)
- 2020: Rami Hamze: Hörweiten (Ein- und zweiteilige Fassung). Nach einer Installation von Mischa Leinkauf (Kuratorin) – Regie: Rami Hamze (Originalhörspiel – WDR)
- 2020: Madeleine Giese: Radio-Tatort: Wetterleuchten – Regie: Matthias Kapohl (Originalhörspiel, Kriminalhörspiel – SR)
- 2020: Will Gmehlin: Freibad (Mama) – Regie: Petra Feldhoff (Hörspielbearbeitung, Kinderhörspiel – WDR)
- 2021: Daniel Wild: Lücken. Tatort – Das interaktive Hörspiel. Mord-Verdacht in Dortmund – Kannst du deine Unschuld beweisen? (Jana Peschke) – Regie: Martin Zylka (Originalhörspiel, Kriminalhörspiel, Mitmachhörspiel – WDR/BR)
- 2021: Sebastian Büttner: Katsche, Kopp und Ko: Ein helles Köpfchen. Detektive wider Willen (Sprecherin Radio) – Regie: Matthias Kapohl (Originalhörspiel, Kriminalhörspiel – WDR)
- 2021: Will Gmehlin: Nächste Runde (Mama) – Regie: Petra Feldhoff (Hörspielbearbeitung, Kinderhörspiel – WDR)